# Petilla de Aragón
Petilla de Aragón (aragonès: Petiella d'Aragón; basc: Petilla Aragoi) és un municipi de Navarra, a la comarca de Sangüesa, dins la merindad de Sangüesa. Es tracta d'un enclavament dins la comarca aragonesa de Cinco Villas. Des del punt de vista eclesiàstic, pertany a la diòcesi de Jaca i arxidiòcesi de Pamplona. L'enclavament principal de Petilla limita pel nord amb Gordún i amb Isuerre, per l'est i pel sud amb Uncastillo, i per l'oest amb Sos del Rei Catòlic.

## Demografia
| Evolució demogràfica                                         | Evolució demogràfica | Evolució demogràfica | Evolució demogràfica | Evolució demogràfica | Evolució demogràfica | Evolució demogràfica | Evolució demogràfica | Evolució demogràfica | Evolució demogràfica | Evolució demogràfica |
| 1996                                                         | 1998                 | 1999                 | 2000                 | 2001                 | 2002                 | 2003                 | 2004                 | 2005                 | 2006                 | 2007                 |
| ------------------------------------------------------------ | -------------------- | -------------------- | -------------------- | -------------------- | -------------------- | -------------------- | -------------------- | -------------------- | -------------------- | -------------------- |
| 52                                                           | 54                   | 48                   | 43                   | 40                   | 40                   | 36                   | 34                   | 33                   | 33                   | 30                   |
| Fonts: Petilla de Aragón i Institut d'Estadística de Navarra |                      |                      |                      |                      |                      |                      |                      |                      |                      |                      |

## Geografia
És un enclavament de Navarra, envoltat per la província de Saragossa, a l'Aragó. Situat a la vall del riu Onsella, s'accedeix des de la carretera entre Navardún i Sos del Rei Catòlic en tot just 12 km. La peculiaritat geogràfica de Petilla de Aragón, un territori navarrès envoltat per terres aragoneses, ha estat l'esperó de l'eterna discussió sobre si Santiago Ramón y Cajal era aragonès o navarrès, pel fet que Ramón y Cajal abandonés en la seva més tendra infància les terres navarreses de Petilla i es criés en terres aragoneses, a més de ser descendent d'aragonesos. El terme municipal de Petilla està recorregut pel barranc de la Rinconera, un afluent del riu Onsella. Pel nucli de Los Bastanes discorre el barranc de los Bastanes, que desguassa en el riu Riguel en el terme d'Uncastillo, però prop de Layana. Al sud del terme municipal, en el límit amb el d'Uncastillo, es troben les majors altures d'aquest, les forests de Selva (1.159 m) i Cruz (1.132 m), les quals ja formen part dels contraforts occidentals de l'anomenada Serra de Santo Domingo.

## Llengua aragonesa
També va ser l'últim poble de Navarra a mantenir viva la llengua aragonesa, la parlada en el seu entorn, per la seva pròpia situació geogràfica.

## Personalitats lligades
- Santiago Ramón y Cajal (Petilla de Aragón 1852 - Madrid 1934), metge i històleg guanyador del Premi Nobel de Medicina o Fisiologia el 1906.